# Ågöl (Oskars socken, Småland)
Ågöl är en sjö i Nybro kommun i Småland och ingår i Hagbyåns huvudavrinningsområde.